# Coefficient de conversion interne
En physique nucléaire, le coefficient de conversion interne (ICC) décrit le taux de conversion interne. Cela traduit la désexcitation nucléaire, c'est-à-dire la retour d'un ou plusieurs nucléons à un état de moindre énergie.

## Définition
Le coefficient de conversion interne est défini comme
{\displaystyle \alpha _{i}={\frac {\lambda _{i}}{\lambda _{\gamma }}}}
où {\displaystyle \lambda _{i}} et {\displaystyle \lambda _{\gamma }} sont respectivement les taux de décroissance de l'état nucléaire excité par émission d'un électron de la couche i et par émission de rayonnement γ.
Empiriquement, il peut s'exprimer sous la forme suivante
{\displaystyle \alpha _{i}={\frac {{\text{nombre de désexcitations par émission d'un électron de la couche }}i}{{\text{nombre de désexcitations par émission d'un rayon }}\gamma }}}

## Demi-vie
En négligeant le phénomène de création de paires, la demi-vie correspondant à la décroissance d'un niveau par interaction électromagnétique s'exprime par la relation suivante
{\displaystyle t_{1/2}={\frac {\ln 2}{\lambda _{\gamma }(1+{\rm {\alpha _{T})}}}}}
où {\displaystyle {\rm {\alpha _{T}}}} est le coefficient de conversion interne total défini comme la somme de tous les {\displaystyle \alpha _{i}}.